# Vier Fichten

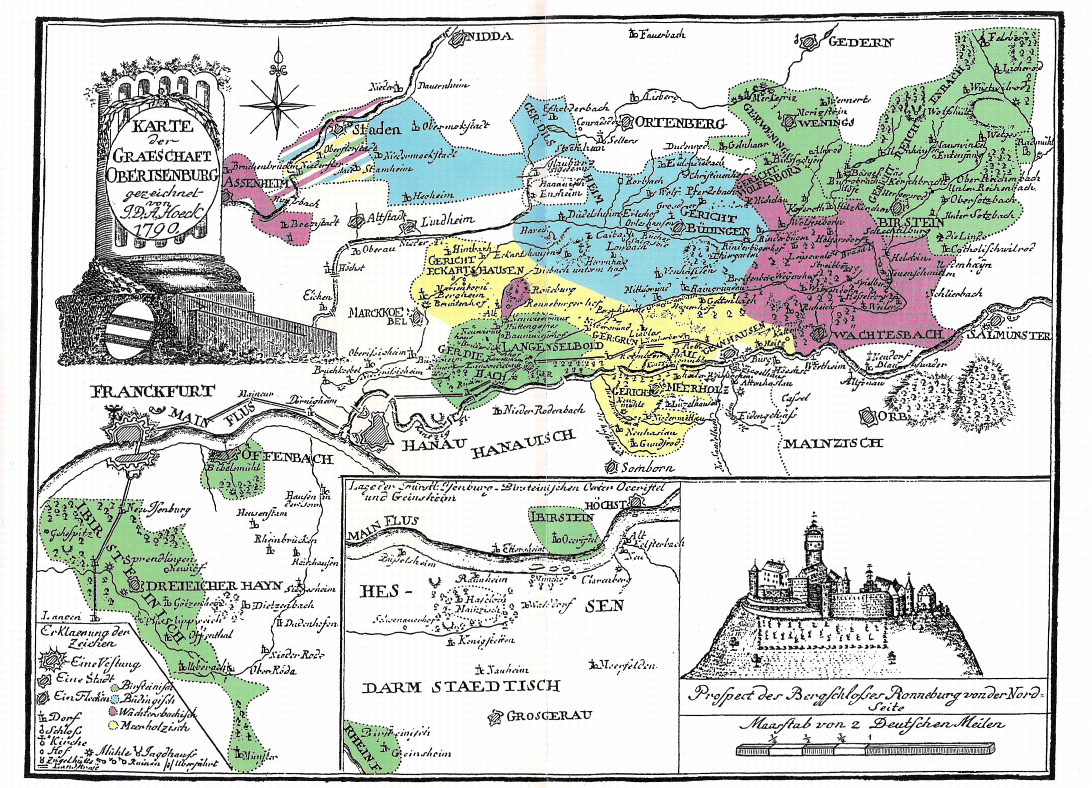
Karte der Grafschaft Oberisenburg (J. D. A. Hoeck, 1790); die Vier Fichten liegen ungefähr dort, wo die Grenzen von Büdingen (blau), Wächtersbach (violett) und Meerholz (gelb) zusammenstoßen

Die Vier Fichten sind eine der höchsten Erhebungen im Büdinger Wald mit über 406 m (der in der Nähe liegende Hammelsberg ist ca. zehn Meter höher). Der westlich der Erhebung liegende Teil gehört zur Gemarkung des Gründauer Ortsteils Gettenbach, der östliche zur Gemarkung der Kernstadt von Wächtersbach. An dem Punkt der höchsten Erhebung treffen sich mehrere historische Straßen und Wege (die Gelnhäuser Straße, eine Altstraße von Gelnhausen nach Norden, der Wirtheimer Pfaffenweg nach Süden und die Rennstraße nach Westen). Die Wege sind nicht für den öffentlichen Verkehr zugänglich, sie werden nur noch als Waldwege (Holzabfuhr, Jagd- und Forstnutzung) und von Wanderern und Radfahrern genutzt. Ihre Bekanntheit verdanken die Vier Fichten aber nicht ihrer Höhenlage oder der historischen Straßen wegen, sondern vor allem wegen der Parabel über Gedeih und Verderb des Adelshauses Ysenburg und Büdingen, das bis 2006 Eigentümer des gesamten Büdinger Waldes war.

## Lage

Wappen der Grafen von (Ober-)Isenburg, später: zu Ysenburg und Büdingen

Der Gipfel liegt ca. vier Kilometer östlich von Gettenbach und drei Kilometer westlich von Wächtersbach in dem durch Wege und Stromleitungen unzerschnittenen Waldgebiet des südlichen Büdinger Waldes zwischen Breitenborn im Norden und Gelnhausen im Süden. Die Höhenangabe von 406 m bezieht sich auf die Wegkreuzung, an der sich eine kleine Schutzhütte befindet. Gut 500 m weiter östlich werden 410,8 m ü. NHN erreicht.

## Geschichte
Der Gipfel liegt im Büdinger Wald, einem Reichslehen des alten deutschen Reiches, das seit dem Mittelalter über 500 Jahre die Grafen und späteren Fürsten zu Ysenburg und Büdingen innehatten. Seit der Allodifikation durch den damaligen Souverän (Carl Friedrich Fürst zu Isenburg) des Fürstentums Isenburg 1812 waren sie Eigentümer – wenn man einer später umstrittenen Urkunde von angeblich 1812 folgt – dieses weitgehend noch in seinen historischen Grenzen bestehenden Waldgebiets. Der Gipfel hat seine Bekanntheit im Wesentlichen durch Legenden über Gedeih und Verderb dieses Adelshauses erlangt.

### Die vier Speziallinien des Hauses zu Ysenburg und Büdingen

Wappen (zeitweise) der Grafen von Ysenburg-Büdingen-Meerholz (Linie 1929 erloschen)

Im Dreißigjährigen Krieg waren die Linien des Hauses Ysenburg (Schreibweise Isenburg mit I nur für Isenburg-Birstein) bis auf eine ausgestorben. Graf Wolfgang Ernst I. von Isenburg-Büdingen in Birstein, Burggraf von Gelnhausen (1560–1633), hatte den Büdinger Wald als Zubehör zur Reichsburg in Gelnhausen als Reichslehen erhalten (Eigentum daran sollte Isenburg-Büdingen erst 1812 erhalten haben, falls die umstrittene Allodifikationsurkunde sich als echt erweist); der Wald stand so zu sagen unter der Oberhoheit des (1806 untergegangenen) alten Reiches (des Kaisers – der Wald war seit alters her eingeteilt in vier Ämter: Ober- und Unteramt, Vorder- und Hinteramt, alle diese Ämter waren in der Hand der Ysenburger). Von seinen Nachkommen waren Wolfgang Ernst nur zwei geblieben (Wolfgang Heinrich und Johann Ernst); sie teilten die Grafschaft in die Linien Ysenburg-Birstein und Ysenburg-Büdingen (so wie es auch seit 1941 wieder ist).

### Die Erbteilung von 1687 und die Parabel von den vier Fichten
Maria Charlotte von Erbach (1631–1693), die Witwe von Graf Johann Ernst I. von Isenburg-Büdingen (1625–1673), hatte vier Söhne (Johann Casimir, der älteste Sohn, Ferdinand Max, der zweite Sohn, Georg Albrecht und Karl August). Die Vier markten ihre Erbteile am 23. Juli 1687 ab (Ysenburg und Büdingen in Büdingen, Ysenburg und Büdingen in Marienborn, Ysenburg und Büdingen in Meerholz und Ysenburg und Büdingen in Wächtersbach). Auf der Wegkreuzung an der fast höchsten Stelle des Reichswaldes wurden zum Zeichen für die Erbteilung vier Fichtenbäume gepflanzt. Spätere Dichter und Schriftsteller haben der Mutter der Grafen (Fürsten sind zwei der vier Linien erst viel später geworden) die Worte in den Mund gelegt: „Grün sind sie immerdar, das soll ein Zeichen sein: Immerdar soll euer Haus grünen und währen!“ Seit dieser Zeit soll der Berg Vier Fichten heißen; jedenfalls hieß er so in den Katasterunterlagen der Landesaufnahme, die später erstellt wurden.
Die Fichten wuchsen und gediehen. In den vier Häusern kam Nachwuchs zur Welt. „Als die Marienborner Fichte aber so stark war, dass zwei Männerhände sie eben noch umfassen konnten, da begann sie zu trauern, zu kümmern und ihr grüner Austrieb welkte: der Erbprinz (Karl Ernst) wurde krank und starb. Der Vater selber legte die Axt an den Baum. In Manneshöhe köpfte er die Spitze und zimmerte daraus das Grabkreuz.“ Karl August Graf von Ysenburg-Büdingen, Stifter der Linie Ysenburg-Marienborn, der in Marienborn, im heutigen Büdinger Stadtteil Eckartshausen 1673 an Stelle der alten Kloster-Gebäude ein Schloss anlegen ließ, verlegte seine Residenz dorthin; er starb 1725, die Linie erlosch.
Drei Fichten sollen die nächsten 250 Jahre dort gestanden und den Siebenjährigen Krieg (1756–1763), den Revolutionskrieg (1792–1797), die napoleonischen Kriege (1797–1815) und die Auflösung des alten Reiches (1806), das Fürstentum Isenburg (Rheinbund), ein souveräner Staat im Rheinbund (1806–1815), die Allodifizierung des Reichslehens (1812), die Fürstenerhebung der Büdinger Linie (1840) und die der Wächtersbacher Linie (1865) erlebt haben. Als Grafen (nicht Fürsten) blieben die Herren der Meerholzer Linie, eines der kleinsten Territorien im vormaligen alten deutschen Reich.

### Das Erlöschen der Speziallinien Meerholz und Büdingen zwischen den Weltkriegen im 20. Jahrhundert

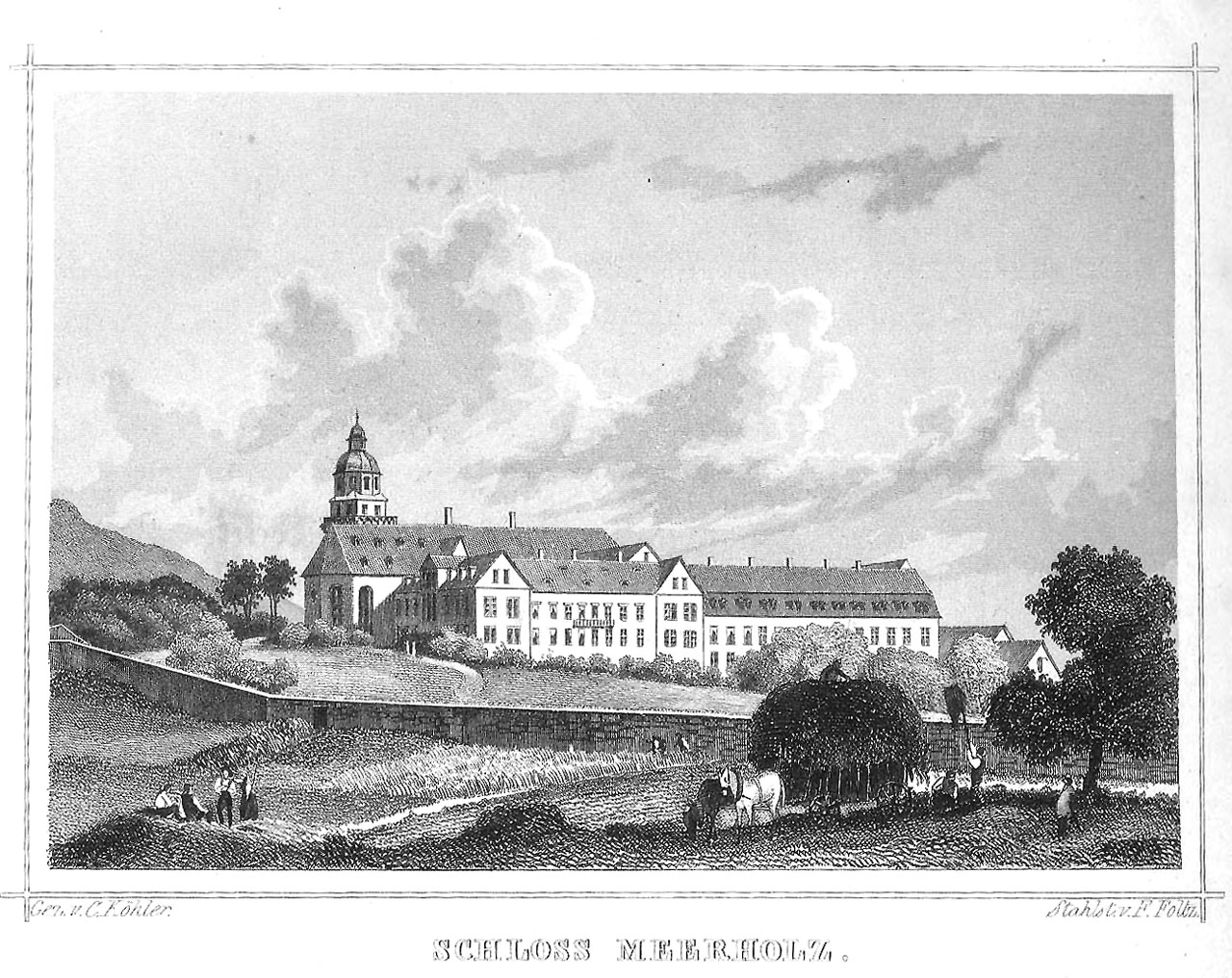
Schloss Meerholz der Grafen von Ysenburg-Büdingen-Meerholz

Nach dem Ersten Weltkrieg soll eine weitere Fichte verdorrt sein. Graf Gustav zu Ysenburg und Büdingen in Meerholz bemerkte es anlässlich einer Jagd. Seine Gemahlin Thekla soll ihn mit Tränen in den Augen an die alte Sage erinnert haben. Wenige Jahre später ist der Graf kinderlos gestorben (1929). Die Speziallinie in Meerholz war erloschen; die morsche Fichte warf der Sturm um.
Zwei Fichten standen noch, je eine, hüben und drüben der alten Straße, eine für die Wächtersbacher Speziallinie (Friedrich Wilhelm Fürst zu Ysenburg und Büdingen in Wächtersbach mit Erbprinz Otto Friedrich) und eine für die Büdinger Speziallinie (Carl Gustav Fürst zu Ysenburg und Büdingen in Büdingen). Die Fichten waren so alt, dass man sie – ökonomisch gedacht – „schlagen“ (fällen) musste. Trotz der alten Sage, sie gingen dahin – neue wurden gepflanzt. Aber sie wurden nichts, sie gingen ein.
Der kinderlose Büdinger Fürst adoptierte seinen jungen Wächtersbacher Verwandten 1936, 1941 starb der letzte Büdinger, auch die Büdinger Speziallinie war erloschen. Von 1941 bis 1990 hielt Otto Friedrich Fürst zu Ysenburg und Büdingen (1904–1990) den Büdinger Wald zusammen. Aus den vier Speziallinien ist eine geworden. – An den Vier Fichten soll noch eine Fichte stehen, irgendwo dort in der Gegend.

### Keine Stammbäume, aber ebenfalls alte, interessante Bäume: Metasequoia glyptostroboides

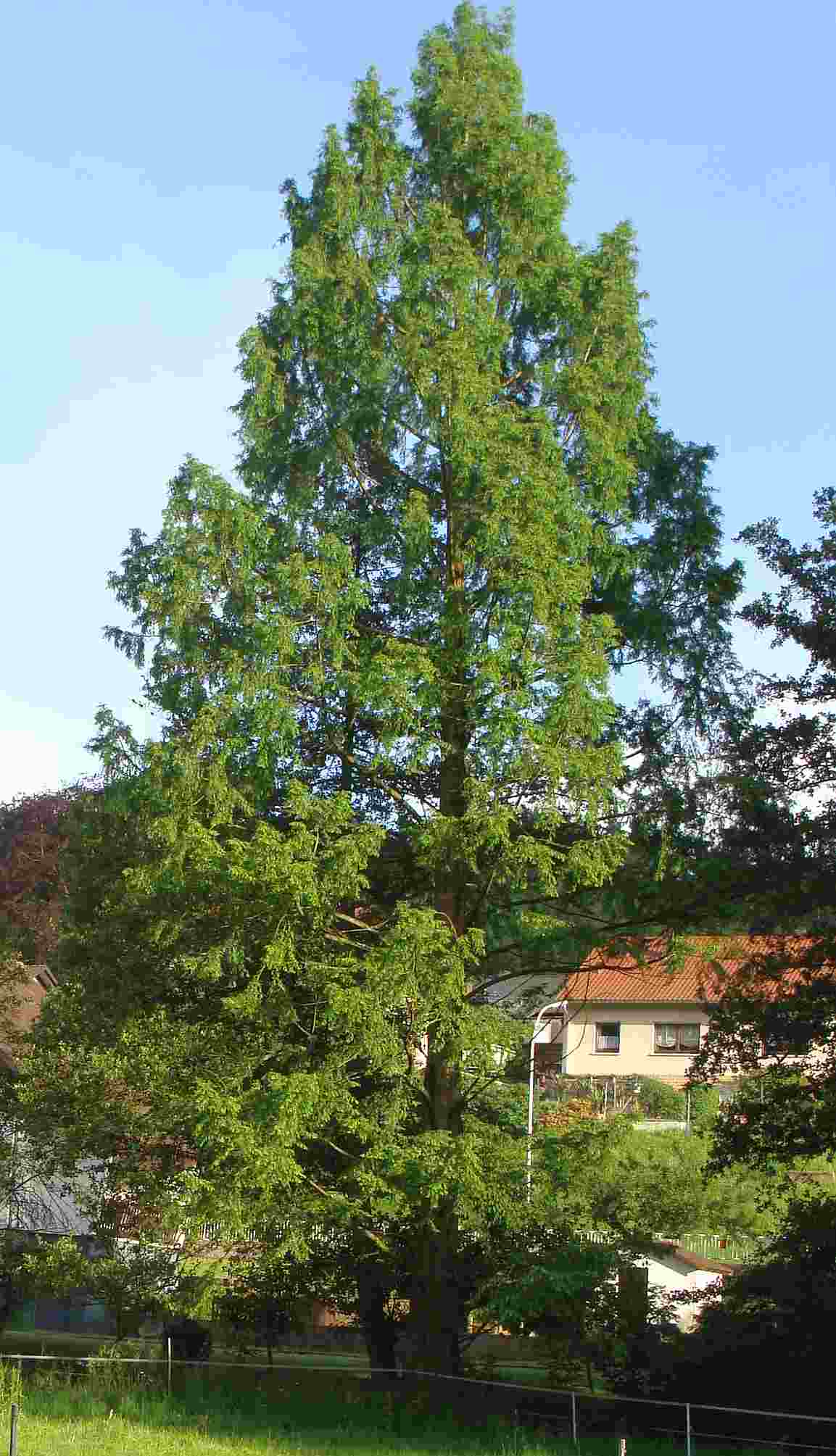
Chinesische Wassertanne, Urweltmammutbaum (Metasequoia glyptostroboides in Gettenbach)

An den Vier Fichten haben zumindest 1965 weitere baumkundlich interessante Bäume gestanden, es waren die erst 1944 in entlegenen chinesischen Provinzen (Sichuan und Hubei) „entdeckten“ (besser: wieder entdeckten und erstmals beschriebenen) Urwelt-Mammutbäume. In China entdeckte man in den folgenden Jahren noch ca. 1.000 lebende Exemplare dieser Nadelbäume (Taxodium), die bisher nur als Fossilien bekannt waren. Die erste Generation, der aus Stecklingen vermehrten Metasequoia, soll 1952 nach Deutschland gekommen sein; bisher kannte man Mammutbäume nur aus Gegenden an der Pazifikküste Nordamerikas (dort gibt es den Immergrünen Mammutbaum (Sequoia sempervirens) und den Riesen-Mammutbaum (Sequiodendron giganteum), die in den USA häufig als Redwood bezeichnet werden). Sie waren aber nicht die ersten ihrer Art im Vogelsberg oder Spessart, im Tertiär war die Art auch hier verbreitet, davon zeugen die Überreste, die in Braunkohlevorkommen und als Kieselhölzer in der Nähe der Vier Fichten gefunden wurden.

## Kunst im Wald
Auf einem Baumstumpf einer Fichte befindet sich seit 16. September 1984 ein kleiner Keiler – eine Bronzeplastik des Künstlers Herbert Werner aus Mittenaar –, ein Geschenk der Nachkommen von Otto Friedrich Fürst zu Ysenburg und Büdingen anlässlich seines 80. Geburtstags.

## Forsthaus Dreiborn
Irgendwann im 19. Jahrhundert soll keinen halben Kilometer von den Vier Fichten entfernt ein bescheidenes Haus mitten im Wald gestanden haben. Noch 1926 stand es im Adressbuch des Kreises Gelnhausen (allerdings unter dem Ort Haitz wie auch der Gutsbezirk Kaltenborn, zu dessen Gemarkung es damals wohl gehörte). Dort wohnte der Forstwart Christian Uffelmann (ohne elektrischen Strom und Wasserzuleitung); im Volksmund hieß es Uffelmanns Haus, aber heute weiß fast niemand mehr, wo es einst genau gestanden hat.

## Windpark Vier Fichten und Windpark Hammelsberg

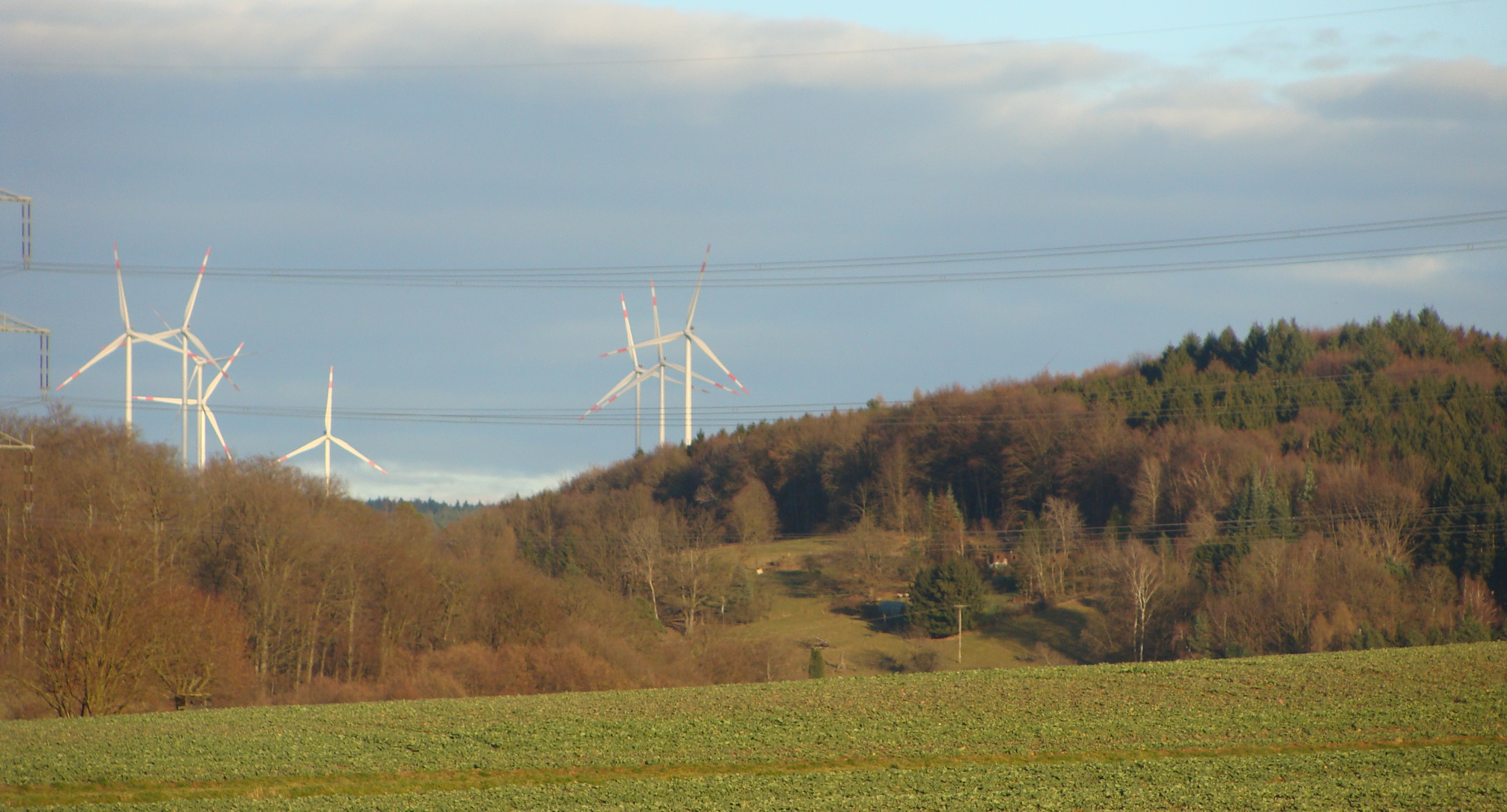
Ca. 200 m hohe Windkraftanlagen im Südosten des Büdinger Waldes an den Vier Fichten aus ca. 4 km Entfernung

Im Jahr 2013–14 baute die Firma Renertec mit Sitz in Neuenschmidten (Brachttal) einen Windpark im Gebiet der Vier Fichten. Errichtet wurden zwölf Windkraftanlagen des Typs Vestas V112–3.0 MW mit einer Nabenhöhe von bis zu 140 m, einem Rotordurchmesser von 112 m, und einer Nennleistung von je 3 MW. Sieben davon stehen in den Gemarkungen von Wächtersbach, fünf in den Gründauer Gemarkungen. Der Windpark kann nach Ansicht des Betreibers im Jahresmittel rund 70.000 Menschen mit sauberem, regenerativen Strom versorgen. Er sei derzeit (2014) der leistungsstärkste Windpark in Hessen. Für das Fundament eines Windrades wurden 1.500 Tonnen Beton verbaut, so dass insgesamt 18.000 Tonnen Beton unter dem Waldboden liegen sollen.
Auf dem in der Nähe der Vier Fichten liegenden Hammelsberg (der höchsten Erhebung in dem Büdinger Wald) darf die Fa. Renertec Windkraft Hammelsberg UG (haftungsbeschränkt), Neumühlstraße 24, 63636 Brachttal-Neuenschmidten nach der ihr mit Bescheid vom 30. Oktober 2019 vom Regierungspräsidium (RP) in Darmstadt erteilten immissionsschutzrechtlichen Genehmigung fünf weitere Windkraftanlagen (WKA) vom Typ Vestas V 150-5,6 MW mit einer Gesamthöhe von 241 m (Nabenhöhe 166 m und Rotordurchmesser 150 m) sowie einer Nennleistung von jeweils 5,6 MW errichten und bis zum 31. Dezember 2049 betreiben (Befristung). Gleichzeitig ordnete das RP die sofortige Vollziehung der Genehmigung unter Berufung auf § 80a Absatz 1 Nr. 1 in Verbindung mit § 80 Absatz 2 Nr. 4 der Verwaltungsgerichtsordnung (VwGO) an, so dass ein Rechtsbehelf gegen den Genehmigungsbescheid keine aufschiebende Wirkung hat. Der Genehmigungsbescheid (verfügender Teil des Bescheides, jedoch ohne Begründung) ist mit Verfügung vom 5. November 2019 öffentlich bekannt gemacht worden, die Anlage ist nach Ansicht der Genehmigungsbehörde umweltverträglich. Gegen die Verfügung ist Klage erhoben worden; das Verwaltungsgericht Frankfurt am Main hat aufgrund der mündlichen Verhandlung am 15. Juni 2020 die immissionsschutzrechtliche Genehmigung des Regierungspräsidiums Darmstadt vom 30. Oktober 2019 aufgehoben, so dass die Errichtung und der Betrieb der WKA rechtswidrig ist (Verwaltungsgericht Frankfurt am Main - 8 K 3758/19.F).